# Port lotniczy Allahabad
Port lotniczy Allahabad (IATA: IXD, ICAO: VEAB) – port lotniczy położony 12 km od Allahabad, w stanie Uttar Pradesh, w Indiach.

## Linie lotnicze i połączenia
| Linia Lotnicza  | Kierunek                                                               |
| --------------- | ---------------------------------------------------------------------- |
| Akasa Air       | 1. Mumbaj                                                              |
| Alliance Air    | 1. Bilaspur 2. Delhi                                                   |
| IndiGo Airlines | 1. Bengaluru 2. Bhubaneswar 3. Delhi 4. Hajdarabad 5. Mumbaj 6. Raipur |